# 古達烏塔

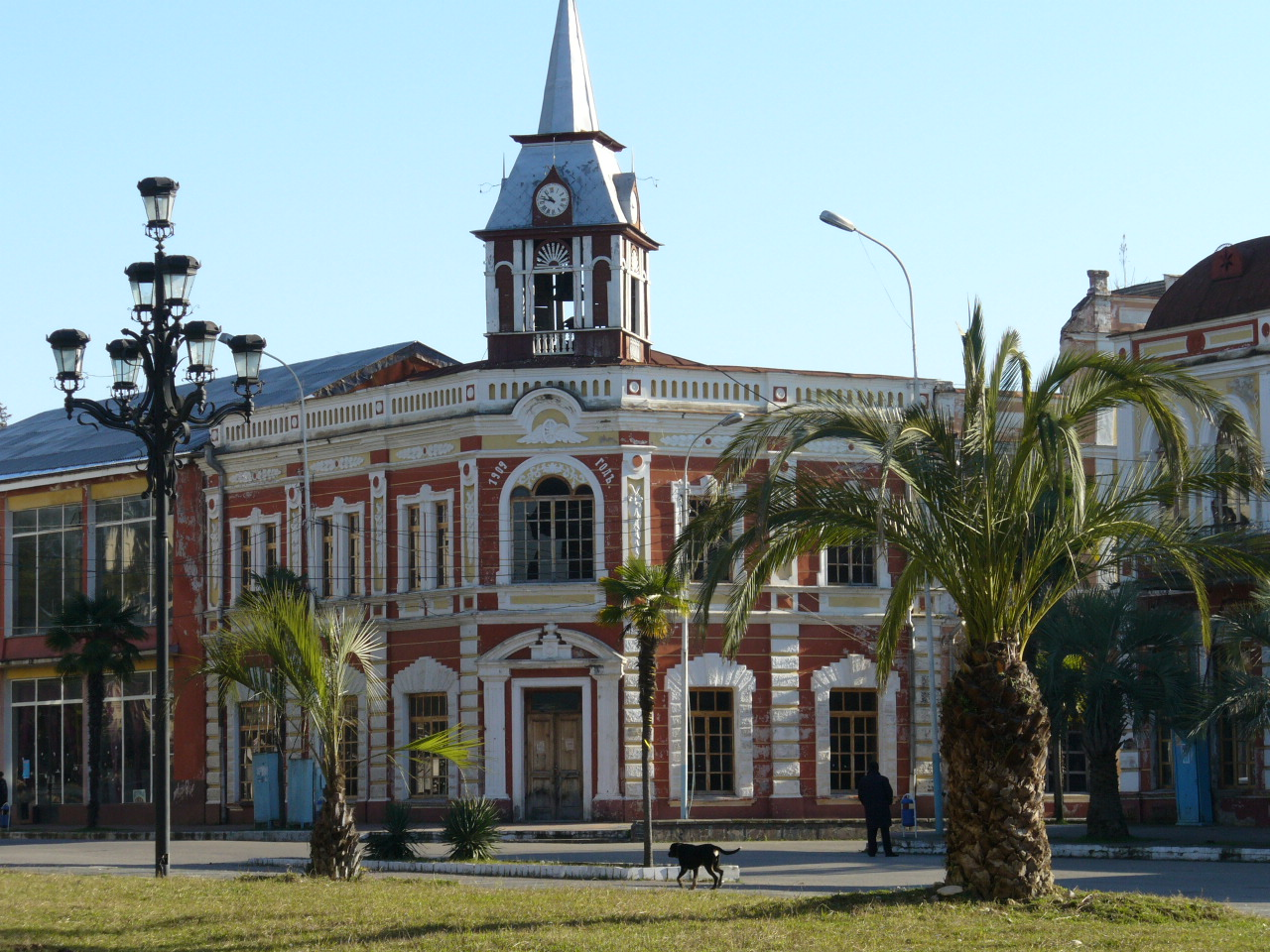

古達烏塔（羅馬化：Gudaut'a，發音：[ɡudautʰa] ⓘ，羅馬化：Gudauta）是格魯吉亞或阿布哈茲的城鎮，为古达乌塔區的行政中心。位於該國西部的黑海沿岸，距離首府蘇呼米37公里，每年平均降雨量1,460毫米，受亞熱帶氣候影響，2003年人口7,738，約一半居民是阿布哈茲人。